# Boğaziçi Sultans 2022
Questa voce raccoglie le informazioni riguardanti i Boğaziçi Sultans nelle competizioni ufficiali della stagione 2022.

## 1. Lig 2022

### Stagione regolare
| 17 aprile 2022 1ª giornata | Sakarya Tatankaları | 31 – 7 | Boğaziçi Sultans |  |

| 30 aprile 2022 2ª giornata | Boğaziçi Sultans | 7 – 13 | Gazi Warriors |  |

| 22 maggio 2022 3ª giornata | Boğaziçi Sultans | 40 – 17 | Anadolu Rangers |  |

| 28 maggio 2022 4ª giornata | ITÜ Hornets | 26 – 21 | Boğaziçi Sultans |  |

| 12 giugno 2022 5ª giornata | Boğaziçi Sultans | 27 – 6 | Hacettepe Red Deers |  |

| 19 giugno 2022 6ª giornata | ODTÜ Falcons | 2 – 28 | Boğaziçi Sultans |  |

| 3 luglio 2022 7ª giornata | Boğaziçi Sultans | 10 – 14 | Koç Rams |  |

### Playoff
| 30 luglio 2022 Semifinale | Anadolu Rangers | 0 – 3 | Boğaziçi Sultans |  |

| 6 agosto 2022 Finale | Boğaziçi Sultans | 17 – 14 | Koç Rams |  |

## Statistiche di squadra
| Competizione      | %Vittorie | In casa | In casa | In casa | In casa | In casa | In casa | In trasferta | In trasferta | In trasferta | In trasferta | In trasferta | In trasferta | Totale | Totale | Totale | Totale | Totale | Totale |
| Competizione      | %Vittorie | G       | V       | N       | P       | Pf      | Ps      | G            | V            | N            | P            | Pf           | Ps           | G      | V      | N      | P      | Pf     | Ps     |
| ----------------- | --------- | ------- | ------- | ------- | ------- | ------- | ------- | ------------ | ------------ | ------------ | ------------ | ------------ | ------------ | ------ | ------ | ------ | ------ | ------ | ------ |
| Stagione regolare | .429      | 4       | 2       | 0       | 2       | 84      | 50      | 3            | 1            | 0            | 2            | 56           | 59           | 7      | 3      | 0      | 4      | 140    | 109    |
| Playoff           | 1.000     | 1       | 1       | 0       | 0       | 17      | 14      | 1            | 1            | 0            | 0            | 3            | 0            | 2      | 2      | 0      | 0      | 20     | 14     |
| Totale            | .556      | 3       | 5       | 0       | 2       | 101     | 64      | 4            | 2            | 0            | 2            | 59           | 59           | 9      | 5      | 0      | 4      | 160    | 123    |